# Durant, Mississippi
Durant là một thành phố thuộc quận Holmes, tiểu bang Mississippi, Hoa Kỳ. Năm 2010, dân số của thành phố này là 2 673 người.

## Dân số
- Dân số năm 2000: 2 940 người.
- Dân số năm 2010: 2 673 người.